# ZA-101
La ZA-101 es una carretera autonómica perteneciente a la Red Complementaria Local de carreteras de la Junta de Castilla y León. El inicio de esta carretera está en el punto kilométrico 9,400 de la carretera ZA-102 y acaba en la localidad de Barjacoba. La longitud de esta carretera es de 3,4 km. 
Sus principales características son que consta de una sola calzada, con un carril para cada sentido de circulación y tiene un ancho de plataforma de 4 metros. Su limitación de velocidad es de 60 km/h, debido a la estrechez de la carretera y a las numerosas curvas. Además está presente la peligrosidad de los animales sueltos, debido a que la carretera atraviesa a lo largo de todo su recorrido monte o bosques.

## Nomenclatura[3]
Antes de 2002, la carretera ZA-101 tenía la misma denominación que tiene actualmente.

## Lugares de paso
Ninguno

## Tramos

### Situación actual
| Tramo              | PK Inicio | PK Final | Longitud | Sección actual |
| ------------------ | --------- | -------- | -------- | -------------- |
| ZA-102 - Barjacoba | 0,000     | 3,400    | 3,400    | 4/10           |

### Actuaciones previstas en el Plan Regional Sectorial de Carreteras 2008-2020 de la Junta de Castilla y León[1]
| Tramo              | PK Inicio | PK Final | Longitud | Actuación | Sección final | Valoración Mill. € | Sección inicial | Estado de la Actuación |
| ------------------ | --------- | -------- | -------- | --------- | ------------- | ------------------ | --------------- | ---------------------- |
| ZA-102 - Barjacoba | 0,000     | 3,400    | 3,400    | Mejora    | 7/10          | 0,61               | 4/10            | En estudio informativo |

## Trazado
La ZA-101 comienza en el cruce con la ZA-102, donde la carretera enlaza con Porto y Pías. Desde aquí, la carretera discurre por la ladera norte del valle del río de Barajacoba, hasta llegar a la localidad con el mismo nombre, donde finaliza.

## Cruces
| ZA-102 - Barjacoba | ZA-102 - Barjacoba | ZA-102 - Barjacoba            | ZA-102 - Barjacoba            | ZA-102 - Barjacoba               | ZA-102 - Barjacoba                                           | ZA-102 - Barjacoba           | ZA-102 - Barjacoba           | ZA-102 - Barjacoba |
| Esquema            | PK                 | Sentido Barjacoba (creciente) | Sentido Barjacoba (creciente) | Sentido Barjacoba (creciente)    | Sentido ZA-102 (decreciente)                                 | Sentido ZA-102 (decreciente) | Sentido ZA-102 (decreciente) | Notas              |
| Esquema            | PK                 | Velocidad                     | Elemento                      | Salida                           | Salida                                                       | Elemento                     | Velocidad                    | Notas              |
| ------------------ | ------------------ | ----------------------------- | ----------------------------- | -------------------------------- | ------------------------------------------------------------ | ---------------------------- | ---------------------------- | ------------------ |
|                    | 0,000              |                               |                               | ZA-101 Barjacoba                 | ZA-102 Pradorramisquedo - Porto Pías - Vilavella             |                              |                              |                    |
|                    | 0,050              |                               | ↑3 km↑                        | COMIENZO TRAMO CURVAS PELIGROSAS | FIN TRAMO CURVAS PELIGROSAS                                  |                              |                              |                    |
|                    | 3,200              |                               |                               | FIN TRAMO CURVAS PELIGROSAS      | COMIENZO TRAMO CURVAS PELIGROSAS                             | ↑3 km↑                       |                              |                    |
|                    | 3,400              |                               |                               | BARJACOBA                        | BARJACOBA                                                    |                              |                              |                    |
|                    | 3,425              |                               |                               | Fin de la ZA-101                 | Comienzo de la ZA-101 Continúa por: ZA-101 Vilavella - Porto |                              |                              |                    |